# Garner (Iowa)
Pour les articles homonymes, voir Garner.
La ville américaine de Garner est le siège du comté de Hancock, dans l’État de l’Iowa. Elle comptait 2 922 habitants lors du recensement de 2000.

## Source
- (en) Cet article est partiellement ou en totalité issu de l’article de Wikipédia en anglais intitulé « Garner, Iowa » (voir la liste des auteurs).